# Championnats d'Europe de patinage artistique 1981
Navigation
Édition précédente Édition suivante
Les championnats d'Europe de patinage artistique 1981 ont lieu du 3 au 8 février 1981 à l'Olympiahalle d'Innsbruck en Autriche.
Lors de cette saison 1980/1981, le système 6.0 de jugement est modifié. Désormais les figures imposées des catégories individuelles masculine et féminine comptent pour 30% du résultat final (avec un coefficient de 0.6 appliqué à la place obtenue), le programme court compte pour 20% (avec un coefficient de 0.4 appliqué à la place obtenue) et le programme libre compte pour 50% (avec un coefficient de 1 appliqué à la place obtenue). Pour la catégorie des couples artistiques, le programme court compte pour 28,6% du résultat total (avec un coefficient de 0,4 appliqué à la place obtenue) et le programme libre compte pour 71,4% (avec un coefficient de 1 appliqué à la place obtenue).

## Qualifications
Les patineurs sont éligibles à l'épreuve s'ils représentent une nation européenne membre de l'Union internationale de patinage (International Skating Union en anglais). Les fédérations nationales sélectionnent leurs patineurs en fonction de leurs propres critères.
Sur la base des résultats des championnats d'Europe 1980, l'Union internationale de patinage autorise chaque pays à avoir de une à trois inscriptions par discipline. 

## Podiums
| Épreuves                            | Or                               | Argent                               | Bronze                                    |
| ----------------------------------- | -------------------------------- | ------------------------------------ | ----------------------------------------- |
| Messieurs résultats détaillés       | Igor Bobrin                      | Jean-Christophe Simond               | Norbert Schramm                           |
| Dames résultats détaillés           | Denise Biellmann                 | Sanda Dubravčić                      | Claudia Kristofics-Binder                 |
| Couples résultats détaillés         | Irina Vorobieva / Igor Lisovski  | Christina Riegel / Andreas Nischwitz | Marina Cherkasova / Sergey Shakray        |
| Danse sur glace résultats détaillés | Jayne Torvill / Christopher Dean | Irina Moïsseïeva / Andrei Minenkov   | Natalia Linitchouk / Guennadi Karponossov |

## Tableau des médailles
| Rang  | Nation               | Or | Argent | Bronze | Total |
| ----- | -------------------- | -- | ------ | ------ | ----- |
| 1     | Union soviétique     | 2  | 1      | 2      | 5     |
| 2     | Royaume-Uni          | 1  | 0      | 0      | 1     |
| 2     | Suisse               | 1  | 0      | 0      | 1     |
| 4     | Allemagne de l'Ouest | 0  | 1      | 1      | 2     |
| 5     | France               | 0  | 1      | 0      | 1     |
| 5     | Yougoslavie          | 0  | 1      | 0      | 1     |
| 7     | Autriche             | 0  | 0      | 1      | 1     |
| Total | Total                | 4  | 4      | 4      | 12    |

## Détails des compétitions
Pour la saison 1980/1981, les calculs des points se font selon la méthode suivante :
- chez les Messieurs et les Dames (0.6 point par place pour les figures imposées, 0.4 point par place pour le programme court, 1 point par place pour le programme libre)
- chez les couples artistiques (0.4 point par place pour le programme court, 1 point par place pour le programme libre)
- en danse sur glace (1 point par place pour les trois danses imposées, 1 point par place pour la danse libre)

### Messieurs
| Rang | Nom                    | Nation               | Points | Fig. impo. | Prog. court | Prog. libre |
| ---- | ---------------------- | -------------------- | ------ | ---------- | ----------- | ----------- |
| 1    | Igor Bobrin            | Union soviétique     | 3.8    |            |             |             |
| 2    | Jean-Christophe Simond | France               | 6.0    |            |             |             |
| 3    | Norbert Schramm        | Allemagne de l'Ouest | 6.6    |            |             |             |
| 4    | Hermann Schulz         | Allemagne de l'Est   | 6.6    |            |             |             |
| 5    | Jozef Sabovčík         | Tchécoslovaquie      | 10.6   |            |             |             |
| 6    | Vladimir Kotin         | Union soviétique     | 11.8   |            |             |             |
| 7    | Grzegorz Filipowski    | Pologne              | 15.2   |            |             |             |
| 8    | Falko Kirsten          | Allemagne de l'Est   | 16.0   |            |             |             |
| 9    | Alexandre Fadeïev      | Union soviétique     | 17.2   |            |             |             |
| 10   | Patrice Macrez         | France               | 19.6   |            |             |             |
| 11   | Christopher Howarth    | Royaume-Uni          | 24.2   |            |             |             |
| 12   | Thomas Öberg           | Suède                | 24.4   |            |             |             |
| 13   | Lars Åkesson           | Suède                | 26.6   |            |             |             |
| 14   | Mark Pepperday         | Royaume-Uni          | 27.8   |            |             |             |
| 15   | Bruno Watschinger      | Autriche             | 28.2   |            |             |             |
| 16   | Richard Furrer         | Suisse               | 30.2   |            |             |             |
| 17   | Ivan Králik            | Tchécoslovaquie      | 34.4   |            |             |             |
| 18   | Bruno Delmaestro       | Italie               | 35.4   |            |             |             |
| 19   | Miljan Begović         | Yougoslavie          | 35.4   |            |             |             |
| 20   | Boyko Aleksiev         | Bulgarie             | 40.0   |            |             |             |
| 21   | Jose Antonio Rodrigo   | Espagne              | 42.0   |            |             |             |

### Dames
| Rang    | Nom                       | Nation               | Points | Fig. impo. | Prog. court | Prog. libre |
| ------- | ------------------------- | -------------------- | ------ | ---------- | ----------- | ----------- |
| 1       | Denise Biellmann          | Suisse               | 3.8    | 4          | 1           | 1           |
| 2       | Sanda Dubravčić           | Yougoslavie          | 5.8    | 5          | 2           | 2           |
| 3       | Claudia Kristofics-Binder | Autriche             | 7.4    | 1          | 7           | 4           |
| 4       | Kristiina Wegelius        | Finlande             | 8.4    | 3          | 4           | 5           |
| 5       | Katarina Witt             | Allemagne de l'Est   | 10.2   | 8          | 6           | 3           |
| 6       | Deborah Cottrill          | Royaume-Uni          | 10.4   | 2          | 3           | 8           |
| 7       | Kira Ivanova              | Union soviétique     | 11.6   | 6          | 5           | 6           |
| 8       | Karin Riediger            | Allemagne de l'Ouest | 14.4   | 7          | 8           | 7           |
| 9       | Carola Paul               | Allemagne de l'Est   | 19.0   | 9          | 9           | 10          |
| 10      | Manuela Ruben             | Allemagne de l'Ouest | 20.8   | 11         | 13          | 9           |
| 11      | Karen Wood                | Royaume-Uni          | 23.4   | 10         | 16          | 11          |
| 12      | Anita Siegfried           | Suisse               | 24.8   | 13         | 10          | 13          |
| 13      | Karin Telser              | Italie               | 26.8   | 14         | 11          | 14          |
| 14      | Pairi Nieminen            | Finlande             | 28.8   | 20         | 12          | 12          |
| 15      | Rudina Pasveer            | Pays-Bas             | 30.0   | 15         | 15          | 15          |
| 16      | Catarina Lindgren         | Suède                | 33.0   | 19         | 14          | 16          |
| 17      | Franca Bianconi           | Italie               | 34.6   | 18         | 17          | 17          |
| 18      | Editha Dotson             | Belgique             | 36.2   | 17         | 20          | 18          |
| 19      | Petra Malivuk             | Yougoslavie          | 39.0   | 16         | 21          | 21          |
| 20      | Beata Nachrzter           | Pologne              | 39.4   | 22         | 18          | 19          |
| 21      | Nevenka Lisak             | Yougoslavie          | 40.2   | 21         | 19          | 20          |
| 22      | Tsvetanka Stefanova       | Bulgarie             | 45.4   | 23         | 24          | 22          |
| 23      | Rosario Esteban           | Espagne              | 46.6   | 24         | 23          | 23          |
| Abandon | Béatrice Farinacci        | France               |        | 12         | 22          |             |

### Couples
| Rang | Nom                                  | Nation               | Points | Prog. court | Prog. libre |
| ---- | ------------------------------------ | -------------------- | ------ | ----------- | ----------- |
| 1    | Irina Vorobieva / Igor Lisovski      | Union soviétique     | 1.4    | 1           | 1           |
| 2    | Christina Riegel / Andreas Nischwitz | Allemagne de l'Ouest | 3.2    | 3           | 2           |
| 3    | Marina Cherkasova / Sergey Shakray   | Union soviétique     | 3.8    | 2           | 3           |
| 4    | Birgit Lorenz / Knut Schubert        | Allemagne de l'Est   | 6.0    | 5           | 4           |
| 5    | Veronika Pershina / Marat Akbarov    | Union soviétique     | 6.6    | 4           | 5           |
| 6    | Susan Garland / Robert Daw           | Royaume-Uni          | 8.4    | 6           | 6           |

### Danse sur glace
| Rang | Nom                                       | Nation               | Points | Danses imposées | Danse libre |
| ---- | ----------------------------------------- | -------------------- | ------ | --------------- | ----------- |
| 1    | Jayne Torvill / Christopher Dean          | Royaume-Uni          | 2.0    | 1               | 1           |
| 2    | Irina Moïsseïeva / Andrei Minenkov        | Union soviétique     | 4.0    | 2               | 2           |
| 3    | Natalia Linitchouk / Guennadi Karponossov | Union soviétique     | 6.0    | 3               | 3           |
| 4    | Natalia Bestemianova / Andreï Boukine     | Union soviétique     | 8.0    | 4               | 4           |
| 5    | Karen Barber / Nicholas Slater            | Royaume-Uni          | 10.0   | 5               | 5           |
| 6    | Nathalie Hervé / Pierre Béchu             | France               | 12.0   | 6               | 6           |
| 7    | Jana Beránková / Jan Barták               | Tchécoslovaquie      | 14.0   | 7               | 7           |
| 8    | Birgit Goller / Peter Klisch              | Allemagne de l'Ouest | 16.0   | 8               | 8           |
| 9    | Wendy Sessions / Stephen Williams         | Royaume-Uni          | 18.0   | 9               | 9           |
| 10   | Judit Péterfy / Csaba Bálint              | Hongrie              | 20.0   | 10              | 10          |
| 11   | Elisabetta Parisi / Roberto Pelizzola     | Italie               | 22.0   | 11              | 11          |
| 12   | Gabriella Remport / Sándor Nagy           | Hongrie              | 24.0   | 12              | 12          |
| 13   | Jindra Holá / Karol Foltán                | Tchécoslovaquie      | 26.0   | 13              | 13          |
| 14   | Maria Kniffer / Manfed Hübler             | Autriche             | 28.0   | 14              | 14          |
| 15   | Regula Lattmann / Hanspeter Müller        | Suisse               | 30.0   | 15              | 15          |
| 16   | Petra Born / Rainer Schönborn             | Allemagne de l'Ouest | 32.0   | 16              | 16          |
| 17   | Marianne von Bommel / Wayne Deweyert      | Pays-Bas             | 34.0   | 17              | 17          |
| 18   | Iwona Bielas / Jacek Jasiaczek            | Pologne              | 36.0   | 18              | 18          |
| 19   | Ulla Örnmarker / Thomas Svedberg          | Suède                | 38.0   | 19              | 19          |